# کنسرتو گروسوی شماره یک (اشنیتکه)
کنسرتو گروسو شماره ۱ نخستین کنسرتو از مجموعه شش تایی کنسرتوهایی است که آلفرد اشنیتکه آهنگساز اهل شوروی، آنها را خلق کرده‌است.
این کنسرتو در خلال سالهای ۱۹۷۶ تا ۱۹۷۷ بنا به درخواست گیدون کرمر و تاتیانا گریندنکو نوشته شد. کرمر و گریندنکو هر دو ویلون نواز بودند در تاریخ ۲۱ مارس ۱۹۷۷، این کنسرتو را به همراه یوری اسمیرنوف (نوازنده سازهای کلاویه‌ای) و رهبری اِری کلَس، در سالن ارکستر لنینگراد اجرا کردند.
این کنسرتو یکی از شناخته شده‌ترین آثار اشنیتکه در سبک چندتکنیک‌گرایی در غرب است. 

## چیدمان
این اثر برای دو ویلون نوشته شده و در سالن ارکستر زهی چیده شده برای شش ویولون نخست، شش ویولون دوم (۱۲ تا)، چهار ویولا، چهار ویولونسل، یک کنترباس، یک هارپسیکورد و یک پیانوی دستکاری‌شده قابل اجراست. وجود دو عدد ساز کلاویه‌ای در چیدمان این کنسرتو برای یک نوازنده است. پیانوی دستکاری‌شده در این کنسرتو با قرار دادن سکه در سیمهایش صدای تقویت‌شده و خش‌دار مانند ناقوس کلیسا دارد.
این کنسرتو متشکل از شش موومان است:
1. پرلود (آندانته)
2. توکاتا (آلگرو)
3. گفت‌آواز یا رستاتیوو (لنتو)
4. کادنزا
5. روندو (آگیتاتو)
6. پُستلود (آندانته)

اجرای این کنسرتو حدود ۲۸ دقیقه زمان می‌برد.
کار را با اجرای اختصاصی گیدون کرمر، تاتیانا گریندنکو و سائولیو ساندکیس توسط انتشارات سیکروسکی منتشر گردیده‌است.